# Allgemeine SS
L’Allgemeine SS en français : « la SS générale » créée à l'automne 1934, était la branche de la Schutzstaffel (SS) regroupant les unités politiques, administratives et de police de la SS : elle était un des trois groupes principaux de la SS, les deux autres étant la Verfügungstruppe (la SS-VT — composée d’unités militaires, devenues combattantes à compter de 1939 — rebaptisée « Waffen-SS » en 1940) et les SS-Totenkopfverbände (la SS-TV, les formations « tête de mort », chargées de superviser les camps de concentration dès 1933, puis en complément les camps d’extermination à compter de fin 1941). L'Allgemeine SS était gérée par le bureau central de la SS : le SS-Hauptamt.

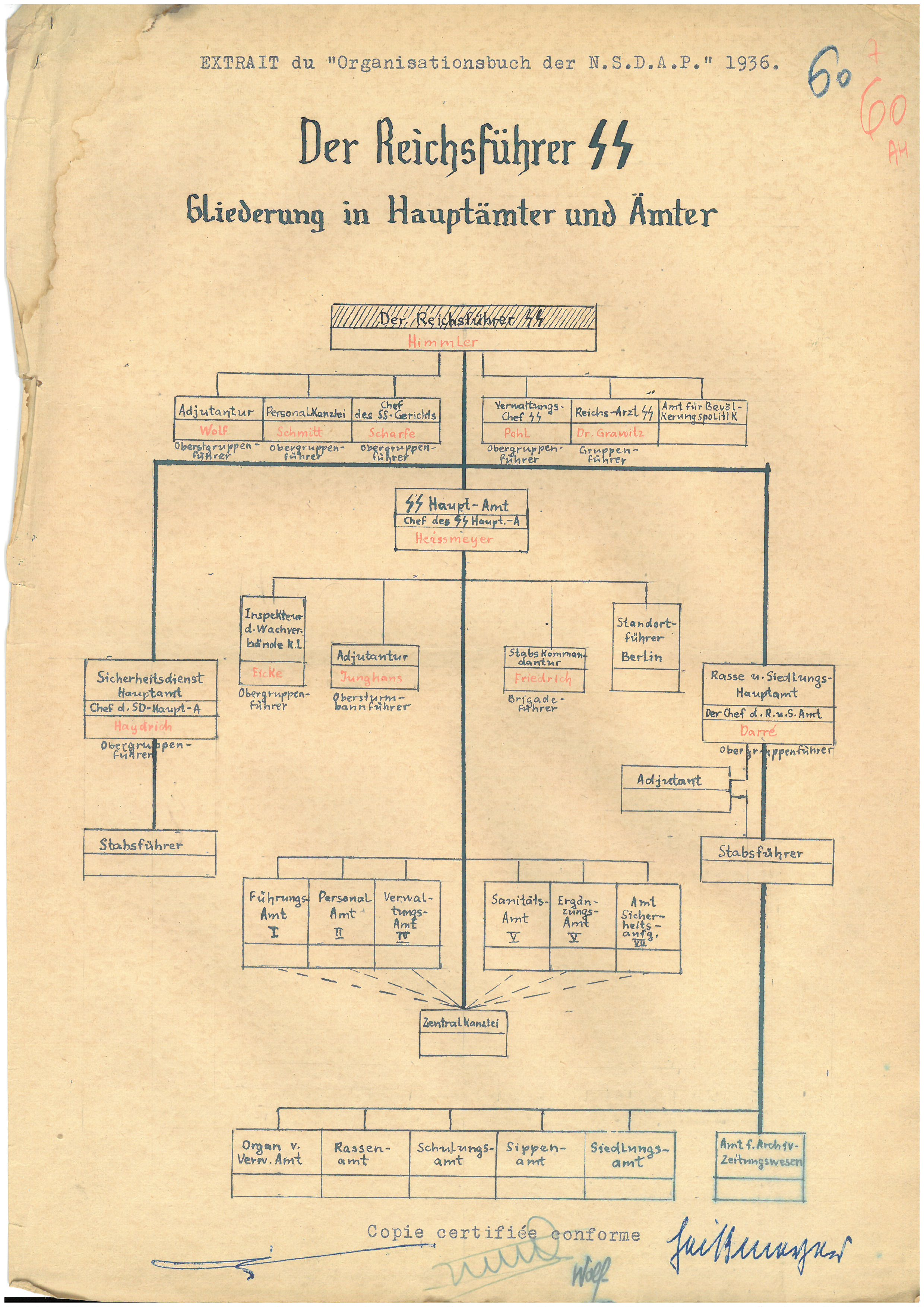
Organisation de la SS.

À partir de 1939, des unités de l'Allgemeine SS composées de non-Allemands furent créées dans les pays occupés par l'Allemagne ; elles furent consolidées sous la Leitstelle der germanischen SS (le Centre de direction des SS germaniques) à partir de 1940.
L'Allgemeine SS était initialement la branche de la SS dont les effectifs étaient les plus importants. Mais vers la fin de la guerre, le nombre de ses membres devint inférieur à celui de la Waffen-SS, du fait de l'augmentation progressive du nombre d’unités combattantes et incidemment de l'ouverture du recrutement de celles-ci aux Allemands ethniques et aux non-Allemands.